# غوردون دارسي
غوردون دارسي (بالإنجليزية: Gordon D'Arcy)‏ هو لاعب اتحاد الرغبي أيرلندي، ولد في 10 فبراير 1980 في ويكسفورد في جمهورية أيرلندا.

## وصلات خارجية
- غوردون دارسي عل موقع إسبنسكروم (الإنجليزية)
- غوردون دارسي على موقع ItsRugby.co.uk (الإنجليزية)